# Nølev Kirke
Nølev Kirke ligger mellem Malling og Odder, i Nølev Sogn i det tidligere Hads Herred (Århus Amt), nu Odder Kommune, Region Midtjylland. Kor og skib er opført i romansk tid af rå og kløvet granit uden synlig sokkel. Den retkantede syddør er i brug, norddøren skimtes svagt i murværket. Våbenhuset er opført i sengotisk tid, men er noget ændret; sakristiet ved korets østside er fra 1800-tallet og tårnet er opført i 1952.
Kor og skib har bjælkelofter. Korbuen er usædvanlig bred og er formodentlig udvidet. Altertavlen er et maleri af Anker Lund fra 1902. Prædikestolen er fra omkring 1635.
Den romanske granitfont er tøndeformet med figurer under arkader på kummen.
- Døbefonten
- Kirkeskibet set mod øst

## Eksterne kilder og henvisninger
- Wikimedia Commons har flere filer relateret til Nølev Kirke
- Nølev Kirke Arkiveret 4. oktober 2007 hos  Wayback Machine hos nordenskirker.dk
- Nølev Kirke hos KortTilKirken.dk
- Nølev Kirke hos danmarkskirker.natmus.dk (Danmarks Kirker, Nationalmuseet)